# 서울방산초등학교
서울방산초등학교는 대한민국 서울특별시 송파구 방이동에 있는 공립 초등학교이다.

## 학교 연혁
- 1922년 2월 1일 주교공립보통학교 개교
- 1938년 4월 1일 교명 변경 (경성방산공립심상소학교)
- 1941년 4월 1일 교명 변경 (경성방산공립국민학교)
- 1970년 2월 10일 제45회 졸업식(234명, 총 9521명)
- 1970년 2월 14일 폐교
- 1992년 10월 22일 서울방산국민학교 개교
- 1996년 3월 1일 현재 교명으로 변경
- 2005년 11월 18일 반디도서관 개관
- 2010년 8월 21일 다목적강당(꿈나래관) 준공
- 2013년 3월 12일 장애인 편의시설 준공
- 2013년 5월 31일 운동장 놀이시설 조성
- 2014년 8월 28일 학생식당 및 교문 준공
- 2016년 8월 29일 노후 소방시설 개선
- 2016년 10월 6일 꿈자람터 개관
- 2017년 3월 8일 과학실 및 준비실 개선공사
- 2018년 12월 26일 강당 장애인용 엘리베이터 설치
- 2019년 2월 14일 제26회 졸업식(134명, 누계 5508명)
- 2020년 2월 10일 제27회 졸업식(119명, 누계 5627명)
- 2020년 3월 1일 제8대 강혜숙 교장 부임
- 2022년 10월 22일 개교 30주년

## 학교 상징
- 교화 - 개나리 : 음지, 양지 어디에서나 잘 자라고 추위와 건조함에 잘 견딘다. 희망의 봄을 제일 먼저 알리는 꽃으로 번식력, 생명력, 적응력이 강하고, 건강함을 상징한다.
- 교목 - 은행나무 : 수명이 길고, 쓰임이 많으며, 저항력이 강하고 튼튼하고 꿋꿋하게 큰 나무로 자라나는 기상이 있다.

## 참고 자료
- 서울방산초등학교 - 한국교육학술정보원 학교알리미